# Anna Ludwika Czerny
Anna Ludwika Czerny (ur. 29 sierpnia 1891 we Lwowie, zm. 13 września 1968 w Krakowie) – polska romanistka, poetka, powieściopisarska i tłumaczka.

## Życiorys
Urodziła się w rodzinie inteligenckiej Konstantego Pierożyńskiego i Karoliny z Zellingerów. Ukończyła gimnazjum ss. nazaretanek we Lwowie, następnie romanistykę i filologię klasyczną na Uniwersytecie Lwowskim. Wyjechała do Paryża, gdzie w latach 1913–1920 studiowała malarstwo. Podczas I wojny światowej działała w Towarzystwie Pomocy dla Żołnierzy Polaków we Francji oraz Towarzystwie Artystów Polskich. W 1919 roku wystawiała swoje obrazy w Grenoble.  
Po powrocie do Lwowa w 1920 roku podjęła pracę jako nauczycielka. Była redaktorem działu polityki zagranicznej „Kuriera Lwowskiego”. Publikowała poezję i utwory prozatorskie, a także artykuły i przekłady, m.in. na łamach „Wiadomości Literackich” i „Skamandra”. Wydała m.in. tomy wierszy Uwrocie (1929) i Testament Adama (1931), powieść historyczną O wojewodzie Gwilemie Krzywonosie (1934) oraz Antologię nowej liryki francuskiej (1925). Od 1933 roku poświęciła się wyłącznie pracy pisarskiej. Była członkiem zarządu oddziału lwowskiego Federacji Kobiet z Wykształceniem Uniwersyteckim, członkiem zarządu Zawodowego Związku Literatów Polskich we Lwowie.
W okresie II wojny światowej uczestniczyła w podziemnym życiu kulturalnym Lwowa.
Po 1945 roku początkowo mieszkała w Toruniu, a w 1952 roku osiadła w Krakowie. Działała w Związku Literatów Polskich. Tłumaczyła literaturę francuską, włoską i hiszpańską, a także łacińską i prowansalską. Przełożyła m.in. Opisanie świata Marco Polo, Don Kichota Cervantesa, Pamiętnik żołnierza Korteza Bernala Díaza del Castillo, Pieśń o Cydzie, Georgiki Wergiliusza. W 1964 roku otrzymała Nagrodę Polskiego PEN Clubu za przekład z literatury obcej na język polski.
Od 24 lipca 1913 roku jej mężem był Zygmunt Czerny.
Spoczywa, razem z mężem, na cmentarzu Salwatorskim w Krakowie (sektor SC3-1-17).

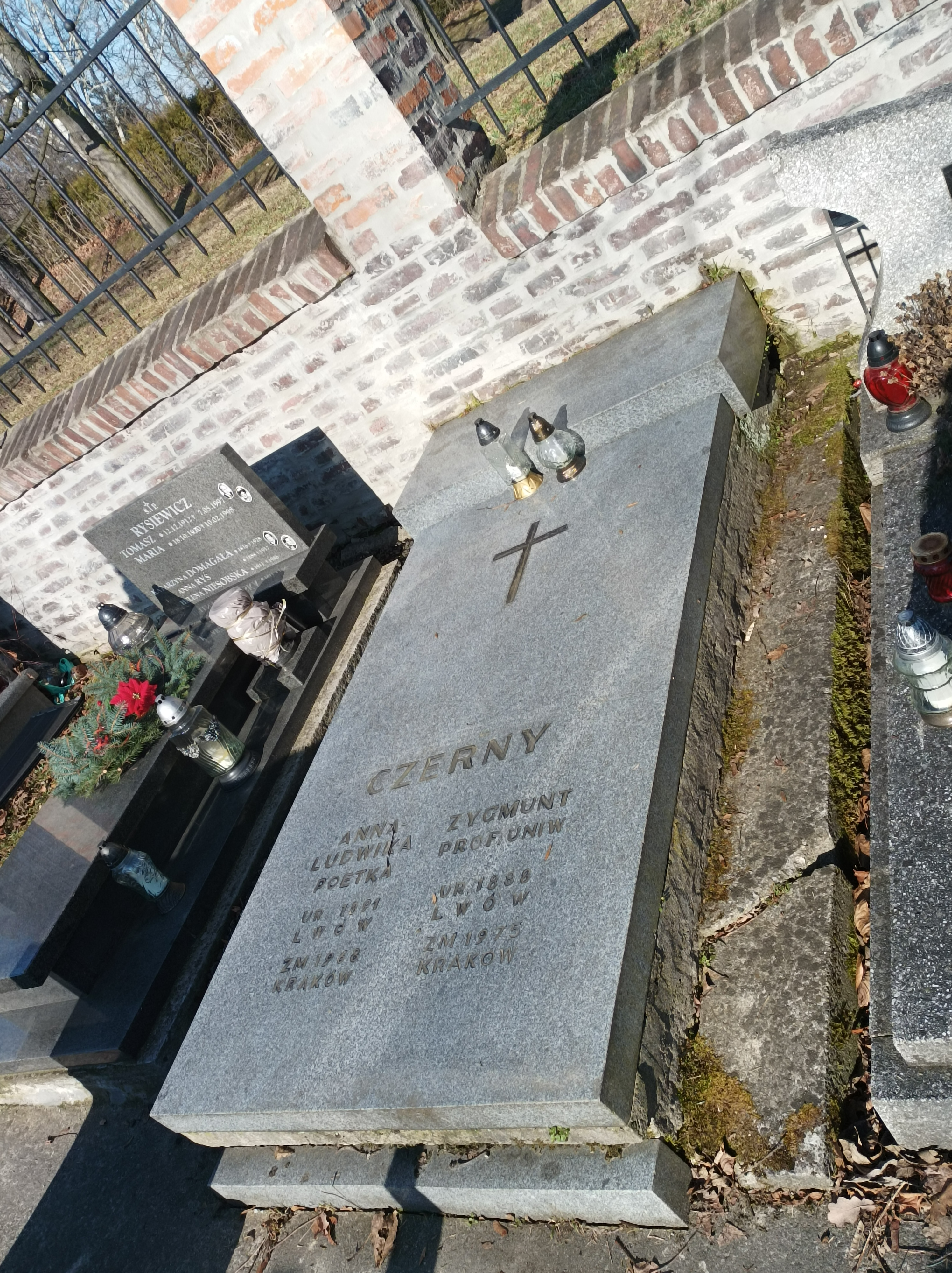
Grób Anny i Zygmunta Czernych na cmentarzu Salwatorskim